# Niukanshōfu-jinja

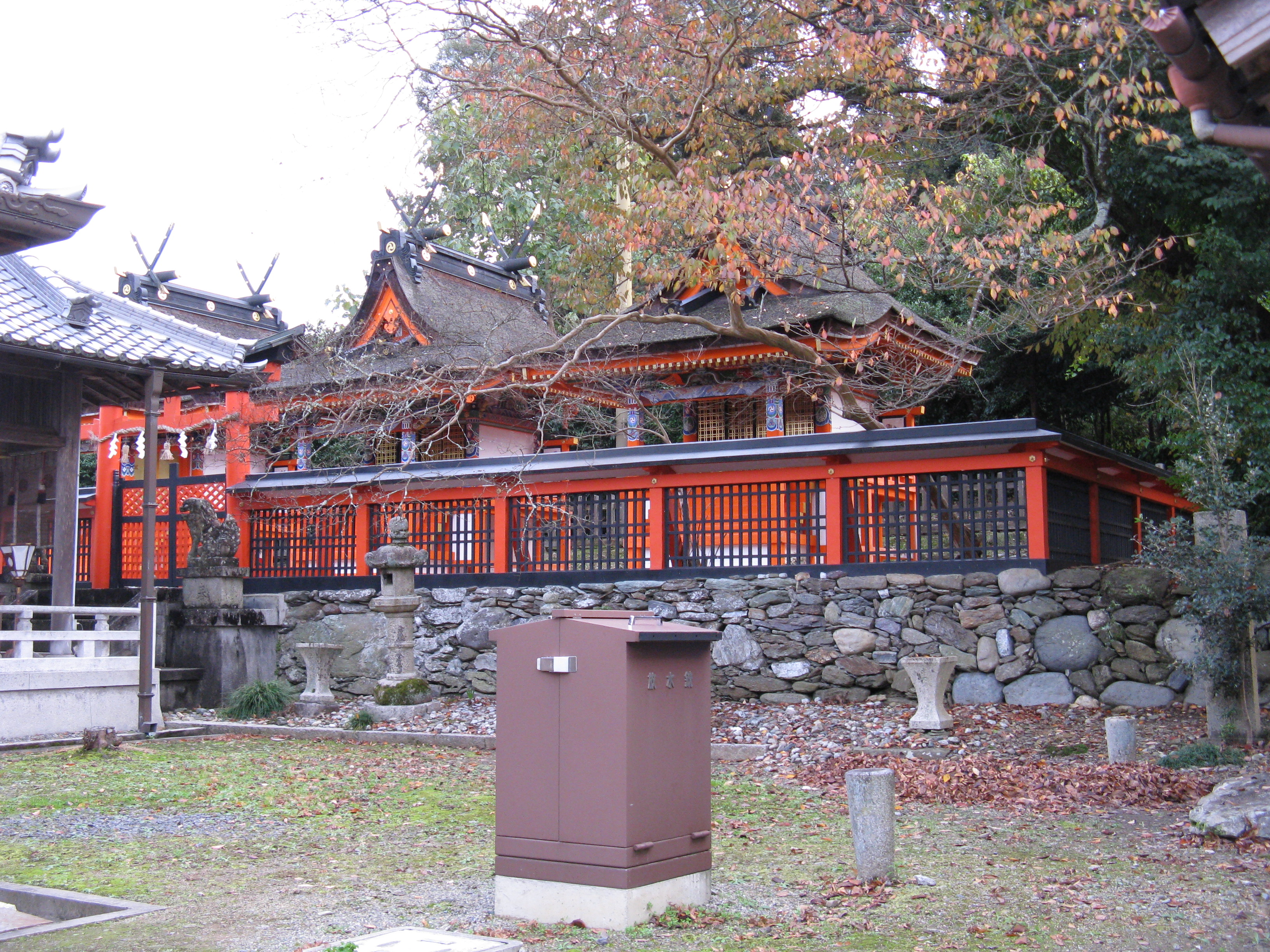
Le honden : bâtiment principal du sanctuaire.

Le Niukanshōfu-jinja ou  Niukanshōbu-jinja (丹生官省符神社, Niukanshōfu-jinja, Niukanshōbu-jinja) est un sanctuaire shinto fondé en 816 situé à Kudoyama dans la préfecture de Wakayama au Japon.  

## Description
Il est intégré en 2004 au patrimoine mondial de l'UNESCO au titres des sites sacrés et chemins de pèlerinage dans les monts Kii.